# نوكيا 5800
نوكيا 5800 اكسبريس ميوزيك هو هاتف ذكي وجهاز ترفيه من شركة نوكيا. أطلق في 28 نوفمبر 2008. يعد نوكيا 5800 أول هاتف لمس ناجح من قبل نوكيا.

## مواصفات
- ذاكرة داخلية 81 ميجابايت وبطاقة ذاكرة 8 جيجابايت, تاتي مع علبة الشراء.
- خيارات إدخال النصوص بعدة طرق.

1. كتابة باليد عن طريق stylus.
2. عن طريق ملمس يتم عرضه على الشاشة صغيرا أو كبيرا.

- كاميرا 3.2 ميجابيكسل بعدسة كارل زيس وديجيتال زوم 3X.

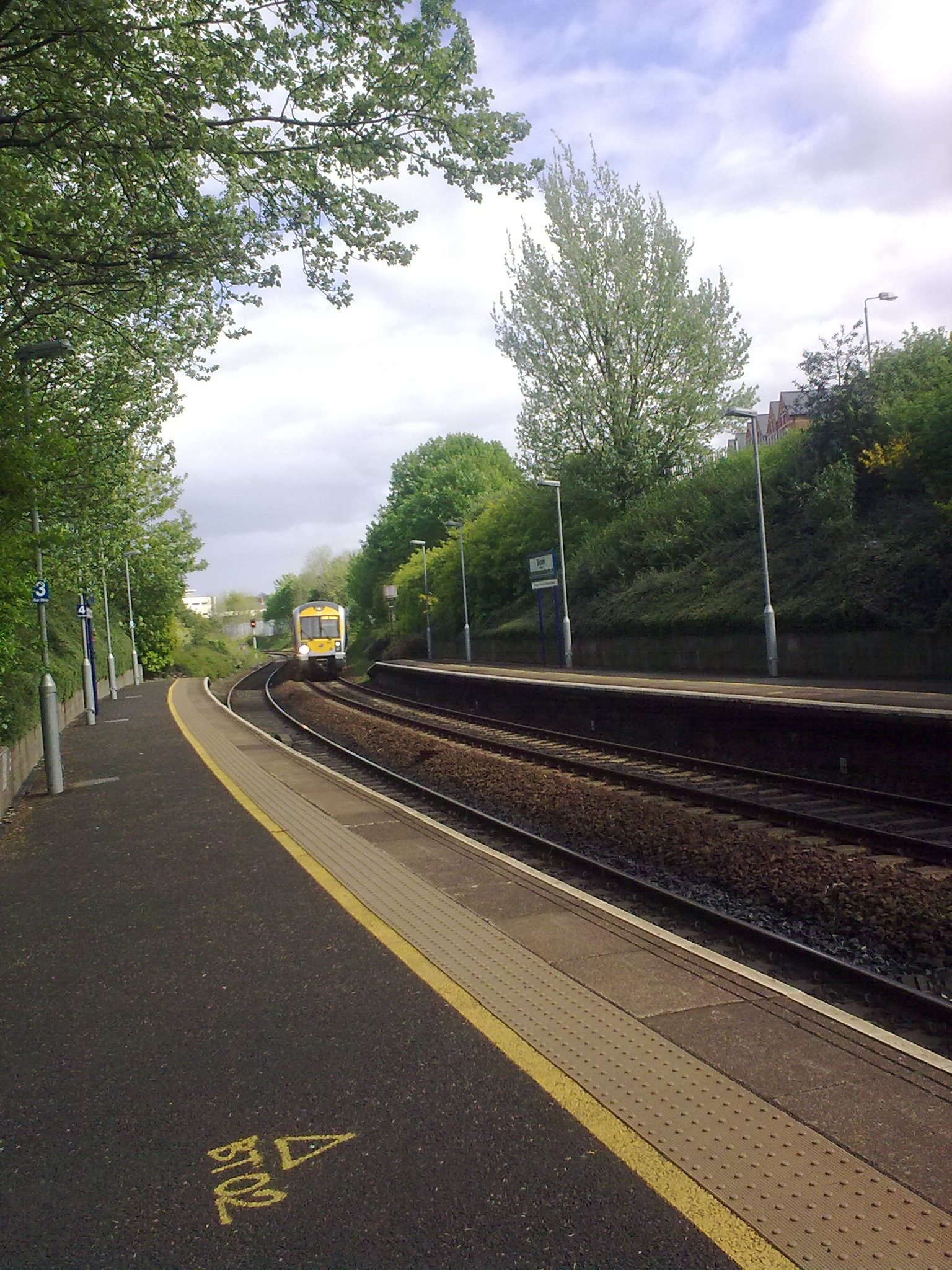
صورة تم التقاطه بكاميرة نوكيا 5800

- كاميرا أمامية لمكالمات الفيديو بجودة 640x480 بكسل و 30 إطار في الثانية وفلاش صمام ثنائي باعث للضوء مزدوج.
- الوزن: 109 غرام.
- شاشة 3,2 بوصة.
- الجودة: 640 × 360 خلية (nHD).
- 16 مليون لون.
- جهاز استشعار للتوجيه الآلي.
- صور ثلاثية الابعاد.
- بطارية تدوم حتى 17 يوما في وضعية الانتظار، و 9 ساعات مكالمات على شبكة الجيل الثاني، و 5 ساعات على شبكة الجيل الثالث.
- نظام تحديد المواقع GPS ولملاحة.
- قلم ضوئي لتسهيل الكتابة.
- مفتاح media bar لتسهيل دخول الأستوديو وتصفح الإنترنت والموسيقى والمواقع التفاعلية.
- جودة صوت ممتازة مكبرات صوت استيريو.
- تقنية بلوتوث نسخة 2.0.

## الألوان
الجهاز متوفر بعدة الوان:
- أحمر.
- أسود.
- أزرق.

## محتويات العلبة عند الشراء
- الجهاز نوكيا 5800 اكسبريس ميوزيك.
- كرت ذاكرة 8 جيجابايت.
- وصلة ناقل متسلسل عام (يو إس بي).
- بطارية نوكيا.
- سماعة.
- سلك ربط.
- شاحن.
- دليل المستخدم.
- دليل سريع.
- قرص مضغوط يحوي تعليمات كيفية الاستعمال.
- وصلة تلفاز.
- حافظة للجهاز.